# Daedra Charles
 (avril 2018).
Daedra Charles, épouse Furlow, née le 22 novembre 1968 à Détroit (Michigan) et morte le 14 avril 2018 dans la même ville, est une joueuse américaine de basket-ball.

## Biographie
Bien que ne disputant pas sa saison freshman (Prop 48), elle laisse marque indélébile aux Volunteers du Tennessee avec deux titres nationaux et en inscrivant un cumul de 1 495 points et 858 rebonds sous la direction de Pat Summitt, ce qui lui vaut d'être au moment de sa mort d'être l'une des six joueuses à avoir son maillot retiré par l'université. En 2006, ESPN la classe dans son top 25 des joueuses marquantes du championnat féminin NCAA de basket-ball. En 1991, elle devient de la première joueuse de la SEC à remporter le Wade Trophy et à être nommée athlète féminine de l'année de la SEC. En 2007, elle est introduite au Women's Basketball Hall of Fame. Une fois diplômée, elle remporte la médaille olympique de bronze avec l'équipe nationale américaine aux Jeux olympiques de 1992. Elle joue à l'étranger puis sous le maillot des Sparks de Los Angeles pour la saison inaugurale de la WNBA. Elle devient par la suite entraîneuse à Auburn et à Detroit Mercy (2003-2006), entraîneuse assistante de Tennessee en 2008 puis en 2012 comme directrice du développement des joueuses. Durant cette période, elle doit affronter un cancer du sein. Enfin, elle devient entraîneuse à West High.

## Palmarès
- Troisième des Jeux olympiques 1992
- Troisième du championnat du monde 1994
- Championne NCAA 1989 et 1991